# Daniele Cioni
Daniele Cioni (Campi Bisenzio, 5 aprile 1959 – Firenze, 6 maggio 2021) è stato un tiratore a volo italiano.

## Biografia
Nato nel 1959 a Campi Bisenzio, in provincia di Firenze, nel 1982 fu campione mondiale nella fossa olimpica a squadre a Caracas insieme a Silvano Basagni, Angelo Alberto Giani e Luciano Giovannetti e vinse un bronzo nella fossa olimpica individuale, dietro allo spagnolo Eladio Vallduvi e a Luciano Giovannetti, oro a pari merito.
A 25 anni partecipò ai Giochi olimpici di Los Angeles 1984, nel trap, chiudendo 31º con 178 punti.
Ai Mondiali di Montecatini Terme 1985 vinse un altro oro nella fossa olimpica a squadre, con Silvano Basagni e Luciano Giovannetti, e un argento nella fossa olimpica individuale, dietro al cecoslovacco Miroslav Bednařík. L'anno successivo, a Suhl 1986, fu invece argento nella fossa olimpica a squadre insieme a Luciano Giovannetti e Albano Pera, dietro alla Cecoslovacchia, e bronzo nella fossa olimpica individuale, dietro al cecoslovacco Miroslav Bednařík e al tedesco orientale Jörg Damme.
Partecipò alle Olimpiadi, Seul 1988, sempre nel trap, arrivando 24º in semifinale con 188 punti, dopo aver passato le qualificazioni da 16º con 144.
Ai Mondiali di Montecatini Terme 1989 trionfò in 3 gare: fossa olimpica individuale, fossa olimpica a squadre e double trap a squadre, in entrambi i casi con Albano Pera e Marco Venturini. L'anno successivo, a Mosca 1990, fu campione mondiale nella fossa olimpica a squadre e bronzo nel double trap dietro a Francia e Australia, con Albano Pera e Marco Venturini in tutti e due i casi, e argento nella fossa olimpica individuale dietro al tedesco orientale Jörg Damme.
A 33 anni partecipò ai suoi terzi Giochi, quelli di Barcellona 1992, ancora nel trap, terminando 14º in semifinale con 192 punti, dopo aver passato le qualificazioni da 20º con 143.
Nel 2014 divenne CT della nazionale di tiro del Kuwait.
Cioni morì il 6 maggio 2021 per complicazioni da Covid-19, dopo un breve ricovero.

## Palmarès

### Campionati mondiali
- 12 medaglie:
  - 6 ori (Fossa olimpica a squadre a Caracas 1982, fossa olimpica a squadre a Montecatini Terme 1985, fossa olimpica individuale a Montecatini Terme 1989, fossa olimpica a squadre a Montecatini Terme 1989, double trap a squadre a Montecatini Terme 1989, fossa olimpica a squadre a Mosca 1990)
  - 3 argenti (Fossa olimpica individuale a Montecatini Terme 1985, fossa olimpica a squadre a Suhl 1986, fossa olimpica individuale a Mosca 1990)
  - 3 bronzi (Fossa olimpica individuale a Caracas 1982, fossa olimpica individuale a Suhl 1986, double trap a squadre a Mosca 1990)